# Grip Inc.
Grip Inc. was een Amerikaanse groovemetal/thrashmetalband die werd opgericht in 1993 en uit elkaar viel in 2006.

## Geschiedenis
Grip Inc. werd opgericht door Dave Lombardo, de oud-drummer van Slayer, en Waldemar Sorychta. Oorspronkelijk heette de band Grip, maar vanwege een rechtszaak werd de naam gewijzigd. Hun debuutalbum Power of Inner Strength kwam uit in 1995. Door andere projecten van de bandleden stopte men in 2006.

## Bandleden
- Dave Lombardo - drums
- Waldemar Sorychta - gitaar
- Gus Chambers - zang (overleden in 2008)

### Voormalige leden
- Chaz Grimaldi - bas
- Bobby Gustafson - gitaar
- Jason Viebrooks - bas
- Stuart Carruthers - bas

## Discografie
- 1995: Power of Inner Strength
- 1997: Nemesis
- 1999: Solidify
- 2004: Incorporated